# تنبل گلوکم‌رنگ
تنبل گلوکم‌رنگ (نام علمی: Bradypus tridactylus) نام یک گونه از سرده تنبل سه‌پنجه است.